# Миодраг Илич
Миодраг Младен Илич, (на сръбски: Миодраг Младен Илић или Miodrag Mladen Ilić) известен още като Миле Бас, е сръбски басист, текстописец, композитор, аранжор и основател на оркестъра и звукозапис на компания Južni vetar.

## Биография
Роден е на 24 януари 1949 г. в Лесковац, първата му среща с музиката е през втората година на гимназията, когато получава китара, а скоро след това започна да свири, първо в училище с групата Drugari, а след това и на танци в града. Заминава за Белград през 1977 г. и става член на оркестъра Ace Stepić, където прекарва четири години и половина и паралелно със свиренето в този оркестър изгражда кариера като студиен музикант. През 1979 г., заедно с китариста Сава Боич, основават студийния ансамбъл Košutnjak, който е предшественик на ансамбъл Južni vetar, преименуван през 1980 г.
През 1980 г. той записва сингъла Ne idi ago като певец,
Миодраг е носител на голям брой награди за музикалния си принос, а в края на седемдесетте години получава награди от Радио Белград за песните, които е направил за Душко Костич и Мерима Негомир.